# A Lenda da Branca de Neve
A Lenda da Branca de Neve (白雪姫の伝説, Shirayuki Hime no Densetsu, lit. 'A Lenda da Princesa Branca de Neve) é uma série de anime Ítalo-japonesa coproduzida entre Tatsunoko e Mondo TV baseada nos contos de fadas originais da Branca de Neve. Foi dirigida por Tsuneo Ninomiya e o roteiro foi adaptado por Jinzō Toriumi, a série estreou na NHK em 6 de abril de 1994 tendo em torno 52 episódios e foi concluída em 29 de março de 1995.
No Brasil este anime foi exibido pela Rede Record com dublagem brasileira. Em Portugal foi emitido pela TVI com dobragem portuguesa.

## Enredo
A história começa com o nascimento de uma bela princesa cuja pele era tão branca quanto a neve, cabelos negros como o ébano (uma madeira nobre muito escura) e lábios como a cor vermelha das rosas. Seus pais, o Rei e Rainha do Vale Esmeralda batizam-na de Branca de Neve. A garotinha cresce feliz e saudável, e quando seu aniversário de quatro anos se aproxima, seus pais lhe presenteiam com três animais de estimação: um cachorro, um gato e uma pomba.
Logo, a Rainha Isabelle adoece e morre. Atendendo ao pedido de sua falecida esposa, de casar-se novamente para que Branca de Neve seja criada por uma nova mãe, o Rei desposa Lady Chrystal, que mais tarde acaba se revelando não apenas uma mulher ambiciosa, má e egoísta, mas também uma praticante da magia negra.
Agora com 12 anos e após a partida do Rei para a guerra, Chrystal transforma a vida da pobre Branca de Neve num verdadeiro inferno, apesar do Príncipe Richard se esforçar para alegrar a vida da jovem princesa. Mais tarde, quando a perversa Rainha tenta matar Branca de Neve por causa de sua famosa beleza, a menina encontra abrigo numa pequena e acolhedora casa de campo, lar dos sete anões que se tornam seus amigos e juram protegê-la de todos os males infligidos por sua madrasta.
A Rainha Chrystal tentou tirar a vida de Branca de Neves várias vezes: uma vez por uma fita envenenada, outra com um pente encantado, e teve vezes em que os anões salvaram-a com a ajuda do Livro do Conhecimento. Mas na última tentativa da Rainha, ela finalmente consegue colocá-la num sono encantado – através de uma maçã envenenada – a fim de assumir o controle do seu corpo, pois o dela envelhece rapidamente devido ao uso de feitiçaria contra uma alma pura.
Na verdade, a tentativa de Chrystal não era matar Branca de Neve, mas sim possuir seu corpo a fim de transferir sua alma para um corpo mais saudável e belo. Ao final, sabemos que Chrystal era controlada pelo espírito maligno do espelho, Speck, que habitava em seu corpo desde que era criança, controlando sua mente e ações. Com a intervenção de Richard, que combate o espírito maligno com a ajuda dos quatros elementos, Branca de Neve é salva e a Rainha, agora livre da influência do espírito maligno, se redime e todos se alegram com o retorno do Rei.

## Personagens
Rei Conrad
Rei do Vale Esmeralda, seu coração parte quando sua amada Rainha falece, mas concorda em cumprir seu último desejo para que sua jovem filha, Branca de Neve, possa ser criada e educada por uma mãe.
Rainha Isabelle
A primeira Rainha consorte do Vale Esmeralda e esposa do Rei Conrad, ela morre quando sua filha, Branca de Neve, tinha apenas quatro anos de idade. Seu último desejo foi para que sua filhinha fosse criada por uma nova mãe.
Molly
A empregada e ajudante pessoal da Rainha Isabelle sobre todo o pessoal do castelo, Molly cuida da Branca de Neve, até que um acontecimento infeliz ocorre e ela é banida do castelo para sempre.
Branca de Neve
Uma menina jovem e bonita, a Princesa Branca de Neve vive feliz até que a guerra começa no reino, e seu pai é obrigado a deixá-la sob os cuidados de sua madrasta então amorosa. Não muito tempo até que sua madrasta forçá-la a ir para longe do castelo por razões desconhecidas.
Lady/Rainha Chrystal
Rainha de um pequeno reino vizinho, ela vem para o Vale Esmeralda, a fim de se casar com o Rei Conrad para se aproximar de sua filha, a jovem Princesa. Ela é famosa por sua beleza, que ela adora desesperadamente acima de tudo e ela faz de tudo para ser a mulher mais bela da Terra.
Speck, O Espírito do Espelho
Suas origens são desconhecidas no início, assim como os do objeto dentro de sua residência, o que reflete a verdade. Através de encantamentos que ele é capaz de responder a quem o chama de o mundo mortal e é obrigado a responder a verdade.
Príncipe Richard
O filho do Rei de Albertville, um aliado próximo do Conrad, ele se apaixona pela princesa Branca de Neve, mas logo é chamado para se juntar a seu pai no campo de batalha. Arrancado de sua amada, não só por seu pai ignorante, mas também pela Rainha ciumenta, ele luta para encontrar o paradeiro da princesa e para restaurar sua categoria.
Samson
O caçador do tribunal e sujeito direto ao soberano, isto é, a Rainha, ele é obrigado a tomar o coração da jovem princesa para trazer a Chrystal, mas, antes que ele pudesse decidir ele não o faz, ele salva Branca de Neve a partir de um devastador urso preto e diz a ela quais são os planos de sua madrasta e aconselha-a se esconder. Depois disso, ele se retira para o campo e, ocasionalmente, se depara com a Branca de Neve e seus amigos e ajuda-os com os seus assuntos.
Boss
O chefe do clã anão e o mais sábio velho e de todos eles, ele tem o pessoal que mostra sua posição. Ele é meditativo, mas quando necessário, ele pode ser duro e fala de acordo com sua função. Ele consulta o Livro do Conhecimento, quando necessário, como no caso da princesa jovem chegando à sua casa de campo.
Gourmet
O anão que está em todos os momentos responsáveis pela comida, ele leva Branca de Neve no imediato e, quando ela deixa de assumir suas responsabilidades, ele está disposto a ensiná-la a cozinhar e limpar a casa.
Woody
Aquele que cuida dos afazeres, ele é um helicóptero de madeira fina e é o mais relutante em assumir a Branca de Neve dentro, é sensível no interior, porém, ele é o último a concordar com ela ficar, mas o primeiro para dar-lhe um presente e, ao fazê-lo, colocando os outros anões de folga para fazer o mesmo.
Goldie
Apesar de sua força e desejo de trabalho pode fazê-lo parecer áspero em torno das bordas, Goldie é um anão que cuida e ama, que em um ponto ainda deseja trocar a sua vida por Branca de Neve.
Chamomile
Clam é tímido, este anão é especialista em ervas do clã, cogumelos ou qualquer outro tipo de planta, sendo capaz de elaborar propostas poções poderosas para dormir ou de transformação, para que se possa disfarçar e se aventurar por algumas horas no mundo dos humanos.
Vet
Vet é um anão muito carinhoso, mas também com muito medo, e é calmo, como ele tem um grande cuidado dos animais. Sob essa característica particular, no entanto, encontra-se um outro, a bravura, o que vem à tona quando um dos seus mais preciosos amigos está em grave perigo. Ele equipa todas as atividades ao redor da casa, que envolve os animais de estimação, duas cabras, um cordeiro e um frango.
Jolly
Mesmo que ele é 50, Jolly é o mais novo dos anões e é considerado o mais inexperiente. Mas sob sua teimosia e aparência infantil encontra-se um coração verdadeiro, capaz de fazer qualquer coisa para defender a Branca de Neve (como ele gosta dela desde a primeira vez que ele a vê) ... mesmo discutindo com os seus co-habitantes de deixá-la ficar e ele fica acompanhando-a quase o tempo todo.
Poppie
Poppie nasce do ovo que Jolly encontra e é levantado por esta última, ajudado por Branca de Neve. Ele ajuda a pequena comunidade anã quando a Rainha Má Chrystal vira sua ira sobre a floresta.
Gobby
Gobby, o príncipe sobre o Reino dos Duentes, desenvolve um afeto para com a beleza de Branca de Neve e deseja levá-la como sua esposa à força. Isto é, é claro, até Jolly decidir confrontar.
Memole
Amiga estreita e assessora de Gobby, Memole é secretamente apaixonada por ele e decide ajudar a Branca de Neve fugir do casamento indesejado.
Mylfee
A pequena fada que Branca de Neve encontra alegre ao longo do caminho, Mylfee pode controlar o vento ...ou não. Tudo o que ela tenta fazer acaba em uma catástrofe, até que um pequeno ser a ajuda a superar essa.
Mylarka, Sábio da Espada
Pouco se sabe sobre o passado de Mylarka, exceto o fato de que um desastre ocorreu, que tirou de seu Reino junto com seu amado e no mundo mortal eles foram separados por uma bruxa malvada. Os dois foram presos num espelho e uma espada, respectivamente, nenhum deles sabendo a localização do outro, de modo que eles não podem comunicar. Isso foi até a enteada da Bruxa do Mal faz o seu caminho para a caverna na qual espada de Mylarka está na pedra.
Jack
Um ”menino zombador” como ele é referenciado, Jack é um jovem que a princípio não gosta de Branca de Neve e zomba de sua aparência, mas ele acaba se apaixonando por ela. Nós descobrimos muito tarde na série que ele é um gênio das Florestas, quando a rainha convoca-o e pede a ele para fazer suas ordens.

## Episódios
1. Uma princesa nasceu
2. A madrasta
3. O príncipe Richard
4. A hora de dizer adeus
5. O coração da princesa
6. Os sete anões
7. Uma nova família
8. As flores mágicas
9. Reunião sob as estrelas
10. A carta de Richard
11. Aventura no castelo
12. Uma tarefa difícil
13. Um diabo azul-verde
14. O livro da vida
15. As sete cores do arco-íris
16. As borboletas
17. O coelho branco
18. No reino de gelo
19. Um novo amigo
20. A prova
21. A iniciação da jornada
22. Um ovo estranho
23. A lenda da montanha
24. O pequeno duende
25. Vozes do passado
26. Amor eterno
27. Uma agradável surpresa
28. Uma adorável garota
29. Um menino que zomba
30. À procura da flor da esperança
31. O presente de Mary
32. O despertar de Branca de Neve
33. A névoa maligna
34. Quando o gênio do mal está foragido
35. O pingente do amor
36. O milagre
37. A partida
38. Um encontro inesperado
39. A esperança provém
40. Invocação da Rainha
41. O buquê de flores
42. Um mundo de ilusões
43. Lágrimas de uma princesa
44. O bravo príncipe
45. Oração à Lua
46. O segredo do espelho
47. Jonas o mago
48. A força da terra
49. Um reino de pedra
50. A maçã envenenada
51. A águia azul
52. O beijo

## Música

### Japão
Abertura
- Heart no mori e tsuretette (ハートの森へつれてって, Hāto no mori e tsuretette) - cantada por Miki Sakai com Red Dolphins, música de Masato Ishida, texto de Mebae Miyahara, arranjo de Tomoji Sogawa.

Encerramento
- Folk Dance (フォークダンス, Fōku Dansu) - cantada por Mebae Miyahara.

## Dobragem Portuguesa
- Branca de Neve - Sissa Afonso
- Jack - João Cardoso
- Rainha/Benjamin - Raquel Rosmaninho
- Mestre/Príncipe Richard - Rui Oliveira